# Threads
Threads（スレッズ）は、Metaが開発・提供するテキストベースのソーシャル・ネットワーキング・サービスのひとつ。2023年7月6日にリリースされた。

## 概要
リアルタイムでの会話や共有を目的としたプラットフォームとして開発され、不特定多数に投稿と会話を公開できるミニブログの一種であるという点で、X（旧：Twitter）と類似している。また、Xとは異なり、ActivityPubに対応してMastodonなどと相互運用の可能な分散型SNSとなる予定である。
同社が運営するInstagramに付随するサービスとなっており、アカウントを共有可能。Instagramユーザーは同じアカウント名やフォロワーをそのまま持ち込むことができる。また、同社のFacebookと連動することも可能となっている。
なお、Facebookでは個人が登録する場合は、原則として実名のみしか登録できないのに対し、本SNSではInstagramと同様に、匿名での登録も可能となっている。

## 歴史

### 前史
2019年10月にFacebook（現：Meta）はAndroidとiOS向けのアプリのThreads（現在公開されているアプリとは別のもの）を公開した。このアプリはSnapchatに類似したもので、メッセージやビデオを使いながらチャットを行うものであった。このアプリの開発や公開は2021年12月に終了した。

### 開発と公開
イーロン・マスクによるTwitterの買収以降、多くのユーザーが他のプラットフォームへの移行を試みる動きが見られ、Twitterの競合各社もこの動きに乗じることを試みた。Metaで2022年後期に行われたTwitterへの対抗戦略を考案することに焦点を当てたブレインストーミング会議が行われ、Metaの従業員らはInstagramのノート機能を拡張することやテキスト形式に特化した新規のアプリを開発することについて話し合われた。
Threadsの開発は2023年1月に始動。アプリ開発の情報は3月にMoneycontrol（ネットワーク18グループのウェブサービス）によってつかまれ、当時アプリは「Project 92」のコードネームで呼ばれていた。また、2023年6月には、Metaのチーフ・プロダクト・オフィサーのクリス・コックスがTwitterへの同社の対応として説明した「Project 92」に関する社内会議の詳細がザ・ヴァージによって掲載された。記事では、「Project 92」がInstagramをベースにしたアプリとなることなどが報じられた。
Threadsの詳細は7月に入ると明らかにされるようになり、アプリ開発者のアレッサンドロ・パルッツィはTwitterでProject 92がGoogle PlayにThreadsの名でリリースされたことを発信した。このアプリのGoogle Playでの公開は数時間で取り下げられたが、パルッツィはアプリの機能のスクリーンショットを数枚公開している。7月3日にはApp StoreでThreadsが7月6日に公開されるという情報が公開された。
当初は2023年7月末のリリース予定であったが、同月初旬にTwitterの閲覧にログインが必須になったことや、Twitterアカウントを持つユーザーの機能が制限されたことに伴う混乱をうけて、7月6日にリリースが前倒しされた。また、Threadsの公式Webページの「threads.net」が公開され、サービス開始まではカウントダウンを行う時計とアプリのダウンロードリンクが掲載されていた。
この前倒し公開により、Threadsは2023年7月6日8時（日本時間）に、日本を含む100か国でサービスを公開したが、欧州連合（EU）ではデジタル市場法の施行により規定を遵守する必要がある為、同日の公開は見合わされた。また、イランでは政府がThreadsをブロックし、検閲を行うソーシャルメディアのプラットフォームのリストに追加した。中華人民共和国ではグレート・ファイアウォールによる検閲が行われているにも関わらず、中国のApp Storeで無料ソーシャルアプリのランキングで一時4位となっていた。7月10日18時ごろ（日本時間。サービス開始から106時間程度）にはユーザー数が1億人を超えた。この登録者数の伸びは消費者向けアプリで1億人に達したスピードは2ヶ月で1億人を達成したChatGPTの記録を凌ぐものである。同年12月14日に欧州連合加盟地域とイギリスで提供を開始した。前述のTwitterでの混乱や不信で同ユーザーが他のミニブログ型SNSに活動を移す流れの中、Twitterに代わるSNSとして注目を集めることとなり、リリース直後はTwitter超えなるかと目された。しかしその勢いは短期間で失われた。
同年8月25日、正式にWeb上でのサービスを開始した。これまでは、共有されたスレッドの表示のみに制限されていたがこの正式リリースによってWeb上で自分のThreadsアカウントにログインできる様になった。それによって、Webからの投稿や返信、再投稿、検索、通知などの機能が利用可能となった。
2024年4月15日、Metaは同年4月29日よりトルコでのサービスを一時的に終了すると発表した。これについて、地元当局によるThreadsとInstagram間のデータ共有を禁止する暫定命令を発行したことによるものとしている。
2025年4月24日、Webアプリ版のドメインが「threads.net」から「threads.com」に切り替えられた。Webアプリのリリース当初、「threads.com」は既にSequoiaが支援するSlackの代替新興企業が所有していたが、2024年6月に同企業がShopifyに買収されたことにより、Metaが2024年9月に「threads.com」のドメインを取得した。なお、「threads.net」は「threads.com」へのリダイレクトに変更した（それ以前はMetaがドメイン取得後に「threads.com」が「threads.net」のリダイレクトとなっていた）。

### X社による訴訟の示唆
Threadsの公開を受けて、Twitterを運営するX社はThreadsがTwitterの知的財産権を侵害しているとして訴訟を起こすと警告した。X社の弁護士がMetaのCEOであるマーク・ザッカーバーグに宛てた手紙では、Twitterの元従業員を採用して得られた企業秘密や知的財産を使ってアプリの開発を行ったと主張している。Meta側はこれを否定し、ThreadsのエンジニアリングチームにTwitterの元従業員は一人もいないと主張している。

## 機能と特徴
テキスト、画像、動画の投稿と共有できる他、投稿への返信や再投稿、「いいね」をつけることが可能である。短文投稿は500文字まで記述可能。Instagramでは原則画像とともに公開することが前提となっている投稿を、テキストおよびURLのみの投稿、無加工シェア、引用が可能となっている。2023年12月7日からは（ハッシュタグに類似する）タグ付け機能が導入されたが、Instagramとは異なりタグ付けが可能なトピックは1つのみに限られている。ただし、（いいねではない）ブックマークは利用できない。
Threads上での投稿は「ポスト」、タイムライン表示は「フィード」の用語が振られている。

### アカウント
ThreadsのアカウントはInstagramのユーザー名、プロフィール写真、名前を共有し、これらの変更はInstagramから行うという点でアカウントと密接に関連付けられている。また、ユーザーはInstagramのフォロー、フォロワー、ブロックしているユーザーをThreadsに引き継ぐか選択できる。アカウントを削除する際にはInstagramのアカウントを削除することとなる。ただし、Instagramの責任者であるアダム・モッセーリはInstagramのアカウントとThreadsのアカウントをそれぞれ個別に削除する機能を検討中であると述べている。また、Metaによるユーザーのトラッキングやプロファイリングを無効にすることはできない。
分散型SNSとしての性質やActivityPubプロトコルとの互換性により、 @user@threads.netにおけるユーザーページとしてMastodonなど他のActivityPubによる互換性を持つ分散型SNSのユーザーからのアクセスが可能となる予定である。Threadsのユーザーは投稿へ返信するユーザーを制限することができる。この機能により他の分散型SNSに投稿を共有しないことも可能となる。

### 対応プラットフォーム
ThreadsはiOSやAndroidに加えてWeb版にも対応している。